# Rajd Grecji 2008

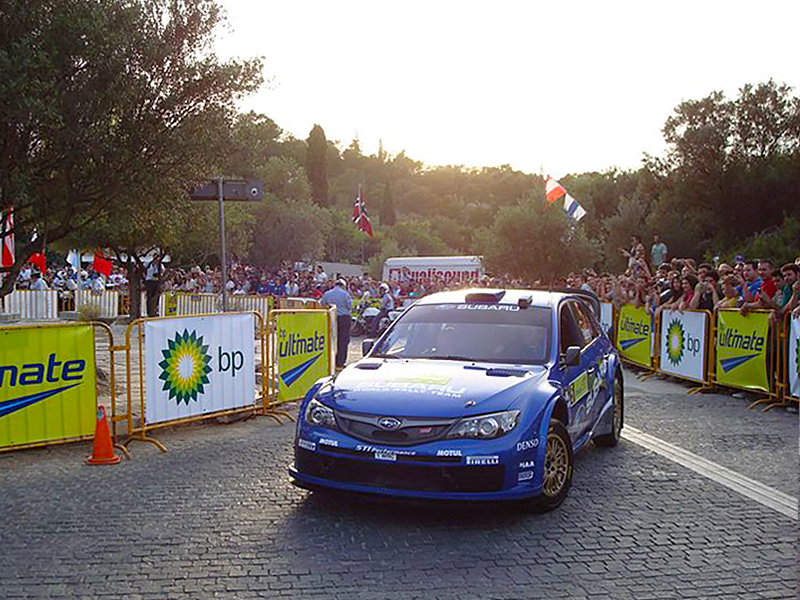
Petter Solberg podczas rajdu

Rezultaty Rajdu Grecji (55th BP Ultimate Acropolis Rally of Greece), eliminacji Rajdowych Mistrzostw Świata, w 2008 roku, który odbył się w dniach 29 maja – 1 czerwca. Była to siódma runda czempionatu w tamtym roku i piąta szutrowa, a także trzecia runda serii Production Cars WRC. Bazą rajdu było miasto Schimatari. Zwycięzcami rajdu została francusko-monakijska załoga Sébastien Loeb/Daniel Élena jadąca Citroënem C4 WRC. Wyprzedzili oni norwesko-walijską załogę Petter Solberg/Phil Mills w Subaru Imprezie WRC 2008 oraz Finów Mikko Hirvonena i Jarmo Lehtinena w Fordzie Focusie RS WRC 07. Z kolei zwycięstwo w Production Cars WRC odnieśli Austriak Andreas Aigner i jego pilot Klaus Wicha w Mitsubishi Lancerze Evo 9.

## Klasyfikacja ostateczna
| Msc.     | Kierowca             | Pilot              | Samochód                | Czas      | Strata   | Grupa | Punkty |
| WRC      | WRC                  | WRC                | WRC                     | WRC       | WRC      | WRC   | WRC    |
| -------- | -------------------- | ------------------ | ----------------------- | --------- | -------- | ----- | ------ |
| 1.       | Sébastien Loeb       | Daniel Élena       | Citroën C4 WRC          | 3:54:54.7 | –        | A8 M  | 10     |
| 2.       | Petter Solberg       | Phil Mills         | Subaru Impreza WRC 2008 | 3:56:04.2 | +1:09.5  | A8 M  | 8      |
| 3.       | Mikko Hirvonen       | Jarmo Lehtinen     | Ford Focus RS WRC 07    | 3:56:50.8 | +1:56.1  | A8 M  | 6      |
| 4.       | Urmo Aava            | Kuldar Sikk        | Citroën C4 WRC          | 3:59:14.4 | +4:19.7  | A8    | 5      |
| 5.       | Daniel Sordo         | Marc Martí         | Citroën C4 WRC          | 3:59:44.1 | +4:49:4  | A8 M  | 4      |
| 6.       | Matthew Wilson       | Scott Martin       | Ford Focus RS WRC 07    | 4:01:06.0 | +6:11.3  | A8    | 3      |
| 7.       | Jari-Matti Latvala   | Miikka Anttila     | Ford Focus RS WRC 07    | 4:01:42.2 | +6:47.5  | A8 M  | 2      |
| 8.       | Henning Solberg      | Cato Menkerud      | Ford Focus RS WRC 07    | 4:04:08.7 | +9:14.0  | A8 M  | 1      |
| 9.       | Toni Gardemeister    | Tomi Tuominen      | Suzuki SX4 WRC          | 4:05:08.5 | +10:13.8 | A8 M  |        |
|          |                      |                    |                         |           |          |       |        |
| 11.      | Per-Gunnar Andersson | Jonas Andersson    | Suzuki SX4 WRC          | 4:08:47.2 | +13:52.5 | A8 M  |        |
| PWRC     |                      |                    |                         |           |          |       |        |
| 1. (14.) | Andreas Aigner       | Klaus Wicha        | Mitsubishi Lancer Evo 9 | 4:16:06.7 | –        | N4    | 10     |
| 2. (15.) | Martin Rauam         | Silver Kutt        | Mitsubishi Lancer Evo 9 | 4:16:41.7 | +35.0    | N4    | 8      |
| 3. (16.) | Bernardo Sousa       | Jorge Carvalho     | Mitsubishi Lancer Evo 9 | 4:17:04.8 | +58.1    | N4    | 6      |
| 4. (17.) | Armindo Araújo       | Miguel Ramalho     | Mitsubishi Lancer Evo 9 | 4:17:34.4 | +1:27.7  | N4    | 5      |
| 5. (18.) | Fumio Nutahara       | Daniel Barritt     | Mitsubishi Lancer Evo 9 | 4:18:19.6 | +2:12.9  | N4    | 4      |
| 6. (19.) | Jewgienij Aksakow    | Aleksandr Kornilov | Mitsubishi Lancer Evo 9 | 4:23:11.6 | +7:04.9  | N4    | 3      |
| 7. (20.) | Jewgienij Wertunow   | Georgij Troszkin   | Subaru Impreza WRX STI  | 4:24:08.1 | +8:01.4  | N4    | 2      |
| 8. (21.) | Juho Hänninen        | Mikko Markkula     | Mitsubishi Lancer Evo 9 | 4:25:07.0 | +9:00.3  | N4    | 1      |

1. ↑  Litera M przy oznaczeniu grupy do której należy samochód oznacza, iż tylko ci kierowcy zdobywali punkty dla swoich zespołów liczonych w klasyfikacji producentów na koniec sezonu.

## Zwycięzcy odcinków specjalnych
| Dzień      | Odcinek | G. rozp. | Nazwa            | Długość  | Zwycięzca          | Czas    | Lider rajdu        |
| ---------- | ------- | -------- | ---------------- | -------- | ------------------ | ------- | ------------------ |
| 1 (30 MAJ) | SS1     | 09:16    | Schimatari 1     | 11,57 km | Jari-Matti Latvala | 10:34.3 | Jari-Matti Latvala |
| 1 (30 MAJ) | SS2     | 10:04    | Thiva 1          | 23,76 km | Sébastien Loeb     | 17:15.2 | Jari-Matti Latvala |
| 1 (30 MAJ) | SS3     | 11:27    | Psatha 1         | 17,41 km | Jari-Matti Latvala | 11:28.7 | Jari-Matti Latvala |
| 1 (30 MAJ) | SS4     | 14:40    | Schimatari 2     | 11,57 km | Sébastien Loeb     | 10:26.7 | Sébastien Loeb     |
| 1 (30 MAJ) | SS5     | 15:28    | Thiva 2          | 23,76 km | Sébastien Loeb     | 16:53.8 | Sébastien Loeb     |
| 1 (30 MAJ) | SS6     | 16:51    | Psatha 2         | 17,41 km | Sébastien Loeb     | 11:12.5 | Sébastien Loeb     |
| 1 (30 MAJ) | SS7     | 18:30    | Tatoi 1          | 4.6 km   | Urmo Aava          | 3:31.3  | Sébastien Loeb     |
| 2 (31 MAJ) | SS8     | 09:58    | Aghii Theodori 1 | 32,16 km | Mikko Hirvonen     | 22:42.1 | Sébastien Loeb     |
| 2 (31 MAJ) | SS9     | 10:41    | Pissia 1         | 16.6 km  | Gianluigi Galli    | 12:17.2 | Daniel Sordo       |
| 2 (31 MAJ) | SS10    | 12.09    | Aghia Triada 1   | 10.8 km  | Gianluigi Galli    | 7:46.1  | Daniel Sordo       |
| 2 (31 MAJ) | SS11    | 15:10    | Aghii Theodori 2 | 32,16 km | Mikko Hirvonen     | 22:36.1 | Daniel Sordo       |
| 2 (31 MAJ) | SS12    | 15:53    | Pissia 2         | 16.6 km  | Urmo Aava          | 12:13.9 | Sébastien Loeb     |
| 2 (31 MAJ) | SS13    | 17:21    | Aghia Triada 2   | 10.8 km  | Mikko Hirvonen     | 7:45.4  | Sébastien Loeb     |
| 3 (1 CZE)  | SS14    | 06:53    | Avlonas 1        | 15,14 km | Chris Atkinson     | 9:09.6  | Sébastien Loeb     |
| 3 (1 CZE)  | SS15    | 07:32    | Assopia 1        | 18,52 km | Jari-Matti Latvala | 11:39.9 | Sébastien Loeb     |
| 3 (1 CZE)  | SS16    | 08:35    | Aghia Sotira 1   | 15.2 km  | Gianluigi Galli    | 9:47.2  | Sébastien Loeb     |
| 3 (1 CZE)  | SS17    | 11:17    | Avlonas 2        | 15,14 km | Gianluigi Galli    | 9:00.9  | Sébastien Loeb     |
| 3 (1 CZE)  | SS18    | 11:56    | Assopia 2        | 18,52 km | Jari-Matti Latvala | 11:26.6 | Sébastien Loeb     |
| 3 (1 CZE)  | SS19    | 12:59    | Aghia Sotira 2   | 15.2 km  | Jari-Matti Latvala | 9:52.2  | Sébastien Loeb     |
| 3 (1 CZE)  | SS20    | 14:30    | Tatoi 2          | 4.6 km   | Daniel Sordo       | 3:33.0  | Sébastien Loeb     |

## Klasyfikacja po 7 rundach
Tabele przedstawiają tylko pięć pierwszych miejsc.

### Kierowcy
| Lp. | Kierowca           | Pkt |
| --- | ------------------ | --- |
| 1   | Sébastien Loeb     | 50  |
| 2   | Mikko Hirvonen     | 49  |
| 3   | Chris Atkinson     | 31  |
| 4   | Jari-Matti Latvala | 26  |
| 5   | Daniel Sordo       | 25  |

### Producenci
| Lp. | Producent                          | Pkt |
| --- | ---------------------------------- | --- |
| 1   | BP Ford Abu Dhabi World Rally Team | 81  |
| 2   | Citroën Total WRT                  | 79  |
| 3   | Subaru World Rally Team            | 50  |
| 4   | Stobart VK Ford Rally Team         | 37  |
| 5   | Munchi's Ford WRT                  | 16  |